# سبخة مجسر
سبخة مجسر هي سبخة تقع بين ولايتي قابس ومدنين من الجنوب التونسي، شمال مدينة مدنين وشرق مدينة مارث.
| سبخة مجسر |